# Malmgreniella taylori
Malmgreniella taylori är en ringmaskart som beskrevs av Pettibone 1993. Malmgreniella taylori ingår i släktet Malmgreniella och familjen Polynoidae.
Artens utbredningsområde är Mexikanska golfen. Inga underarter finns listade i Catalogue of Life.